# Encrobas Verde
Encrobas Verde es el nombre de una variedad cultivar de manzano (Malus domestica). Esta manzana está cultivada en la colección de la Estación Experimental Aula Dei (Zaragoza). Esta manzana es una variedad de manzanas antiguas, autóctona de Encrobas una parroquia del municipio de Cerceda, de la provincia de La Coruña, actualmente ha descendido su interés comercial donde tenía su principal ámbito de cultivo en Galicia.

## Sinónimos
- "Manzana Encrobas Verde",[5][7][8]
- "Mazá Encrobas Verde".

## Historia
La variedad de manzana 'Encrobas Verde' tiene su origen en Encrobas en la Provincia de La Coruña de la comunidad autónoma de Galicia.
Variedad que ha bajado su interés comercial en la provincia de La Coruña con respecto a periodos anteriores donde tuvo una gran difusión, que ha sido desplazado su cultivo por las nuevas variedades selectas foráneas que se distribuyen por los grandes circuitos de comercialización.

## Características
El manzano de la variedad 'Encrobas Verde' tiene un vigor medio; porte enhiesto, con vegetación muy tupida, hoja pequeña; tubo del cáliz pequeño casi siempre, triangular, y con los estambres situados por debajo de su mitad.
La variedad de manzana 'Encrobas Verde' tiene un fruto de tamaño medio; forma cónica o esfero-cónica, más ancha y globosa hacia su base, con frecuencia un lado más rebajado que otro y suavemente acostillada, contorno suavemente irregular; piel seca; con color de fondo amarillo verdoso, importancia del sobre color ausente, aunque no presenta chapa sin embargo la epidermis está recubierta de placas ramificadas ruginosas de color pardo canela, acusa un punteado  del color del fondo o minúsculos y ruginosos, y con una sensibilidad al "russeting" (pardeamiento áspero superficial que presentan algunas variedades) fuerte; pedúnculo largo y medianamente grueso, anchura de la cavidad peduncular estrecha, profundidad cavidad pedúncular profunda, bordes ondulados y chapa ruginosa en el fondo de tono pardo canela, y con una importancia del "russeting" en cavidad peduncular fuerte; anchura de la cavidad calicina más bien estrecha, profundidad de la cavidad calicina poco profunda y en algunos casi superficial, fruncida desde el fondo, y con importancia del "russeting" en cavidad calicina fuerte; ojo de tamaño variado, cerrado; sépalos triangulares de puntas agudas y vueltas hacia fuera, muy compactos en su base, verdosos y tomentosos.
Carne de color verde-crema, verde junto a la epidermis y cerca del corazón; textura crujiente, a veces suavemente pastosa; sabor característico, dulce, aunque ligeramente acidulado; corazón bulbiforme e irregular; eje abierto; celdas alargadas, grandes, arriñonadas, cartilaginosas, cóncavas y con rayas de blancas fibras lanosas; semillas variado el tamaño y forma.
La manzana 'Encrobas Verde' tiene una época de maduración y recolección tardía, en otoño, su recolección se lleva a cabo a mediados de noviembre. Se usa como manzana de mesa fresca de mesa, y manzana de sidra. Aguanta conservación en frío hasta cuatro meses.